# Roupala gertii
Roupala gertii är en tvåhjärtbladig växtart som beskrevs av Ghillean `Iain' Tolmie Prance. Roupala gertii ingår i släktet Roupala och familjen Proteaceae. Inga underarter finns listade i Catalogue of Life.